# Dimana Jordanowa
Dimana Jordanowa (* 18. April 1998) ist eine bulgarische Leichtathletin, die sich auf den Dreisprung spezialisiert hat, aber auch im Mehrkampf an den Start geht.

## Sportliche Laufbahn
Erste internationale Erfahrungen sammelte Dimana Jordanowa im Jahr 2019, als sie bei den Balkan-Hallenmeisterschaften in Istanbul mit einer Weite von 12,05 m den neunten Platz belegte. Im Jahr darauf erreichte sie bei den Balkan-Hallenmeisterschaften ebendort mit 11,85 m erneut Rang neun und bei den Freiluftmeisterschaften in Cluj-Napoca wurde sie mit einem Sprung auf 11,97 m Zehnte. 2021 klassierte sie sich bei den Balkan-Hallenmeisterschaften in Istanbul mit 12,27 m auf dem zwölften Platz im Dreisprung und bei den Freiluftmeisterschaften Ende Juni in Smederevo gelangte sie mit 4029 Punkten auf dem siebten Platz im Siebenkampf. Im Jahr darauf wurde sie bei den Balkan-Hallenmeisterschaften in Istanbul mit 12,59 m Zehnte im Dreisprung und im Juni brachte sie bei den Balkan-Meisterschaften in Craiova keinen gültigen Versuch zustande. 2024 wurde sie bei den Balkan-Hallenmeisterschaften in Istanbul mit 12,50 m 15.
2020 wurde Jordanowa bulgarische Meisterin im Dreisprung im Freien sowie 2020, 2021 und 2024 auch in der Halle.

## Persönliche Bestleistungen
- Dreisprung: 12,88 m, 28. Januar 2023 in Sofia
- Siebenkampf: 4029 Punkte, 27. Juni 2021 in Smederevo
  - Fünfkampf (Halle): 2805 Punkte, 4. März 2021 in Sofia